# Proodeftiki FC
El Proodeftiki FC (en griego: Α.Ο. Προοδευτική) es un equipo de fútbol de Grecia que juega en la Gamma Ethniki, la tercera división de fútbol en el país.

## Historia
Fue fundado el 11 de enero de 1927 en la ciudad de Nikaia, en Pireo como parte del club multideportivo AO Proodeftiki años después de la Guerra Greco-Turca.
El club ha participado en al menos 15 temporadas de la Superliga de Grecia, en la cual registran más de 500 partidos jugados con más de 100 victorias pero con más de 200 derrotas.

## Rivalidades
El principal rival del club es el Ionikos FC, con quien protagonizan el llamado Derby de Kokkinia, o también llamado Derby de Nikaia.

## Palmarés
- Football League: 1

1963/64 (Grupo 2)
- Football League 2: 1

1989/90 (Grupo Sur)
- Greek Fourth Division: 1

2010/11 (Grupo 9)
- Primera División de Pireo: 1

2015/16 (Grupo 2)
- Copa de Pireo: 2

2010/11, 2014/15
- Segunda División de Pireo: 1

1938/39

## Jugadores

### Jugadores destacados
- Lakis Glezos
- Lakis Glezos
- Stamatis Vourdamis
- Giannis Frantzis
- Panagiotis Skoufos
- Christos Xanthopoulos
- Panagiotis Ikonomopoulos
- Christos Aivaliotis
- Dionisios Chiotis
- Dimitrios Eleftheropoulos
- Konstantinos Frantzeskos
- Filippos Grigoropoulos
- Sotirios Leontiou
- Christos Patsatzoglou
- Evaggelos Moras
- Anastasios Pantos
- Paraskevas Andralas
- Foto Strakosha
- Roland Zajmi
- Ali Al-Sheikh Dib
- Mohammad Nasser Afash
- Said Bayazid
- Ahmed Kurdughli
- Khaled Al Zaher
- Oliver Makor
- Oleh Protasov
- Stepan Atayan
- John Yaw Rush